# ギンピー・ノース駅
ギンピー・ノース駅（英語：Gympie North railway station）はオーストラリアクイーンズランド州ギンピー サンディ・クリーク・ロードにあるクイーンズランド鉄道ノース・コースト線の駅。また、近郊路線のサンシャイン・コースト線の北の終端駅である。

## 利用可能な鉄道路線／列車
クイーンズランド鉄道トラベルトレインの停車する列車は下記の通り。
ブリスベンとケアンズ間の夜行長距離列車スピリット・オブ・クイーンズランド号 …ブリスベン方面 月・火・木・金・土、ケアンズ方面 月・火・水・金・土 停車 
ブリスベンとロングリーチ間の夜行長距離列車スピリット・オブ・ジ・アウトバック号 …ブリスベン方面 火・金、ロングリーチ方面 火・土 停車 
ブリスベンとロックハンプトン間の昼行長距離列車ティルト・トレイン号 …1日1往復 停車 
ブリスベンとバンダバーグ間の昼行長距離列車ティルト・トレイン号 …ブリスベン方面 月・火・木・金・土、バンダバーグ方面 月・火・水・木・金・日 出発 
クイーンズランド鉄道シティートレインの出発する列車は下記の通り。
ブリスベンとギンピー間の近郊路線サンシャイン・コースト線 …ブリスベン方面 月-土 1日2本、日 1日1本 出発 